# Segelfluggelände Zellhausen

i7
i11
i13
Das Segelfluggelände Zellhausen liegt im Ortsteil Zellhausen der Gemeinde Mainhausen im Landkreis Offenbach in Hessen, etwa drei Kilometer südlich von Seligenstadt.

## Flugbetrieb
Das Segelfluggelände ist mit einer Start- und Landebahn für Motor- und Segelflug sowie vier Landebahnen für Segelflug ausgestattet:
- 17R/35C (1120 m × 30 m; Gras mit eingelagertem Asphaltstreifen der Breite 2,5 m; Start- und Landebahn für Motor- und Segelflug)
- 35R (250 m × 30 m; Gras; Landebahn für Segelflug),
- 35L (250 m × 30 m; Gras; Landebahn für Segelflug),
- 17L (250 m × 30 m; Gras; Landebahn für Segelflug),
- 09/27 (250 m × 60 m; Gras; Landebahn für Segelflug).

Es besitzt eine Betriebszulassung für:
- Segelflugzeuge,
- nicht selbststartende Motorsegler,
- selbststartende Motorsegler und Ultraleichtflugzeuge, die auf dem Segelfluggelände Zellhausen stationiert sind und/oder nur von Mitgliedern des Luftsportvereins Seligenstadt-Zellhausen e. V. betrieben werden sowie bestimmungsgemäß zum Schleppen von Segelflugzeugen oder Motorseglern Verwendung finden,
- Motorflugzeuge bis zu einer höchstzulässigen Flugmasse von 2000 kg für Flüge zum Schleppen von Segelflugzeugen oder Motorseglern,
- Gleitschirme.

Der Start von Segelflugzeugen und nicht selbststartenden Motorseglern erfolgt per Flugzeugschlepp oder Windenstart. Der Halter und Betreiber des Segelfluggeländes ist der Luftsportverein Seligenstadt-Zellhausen e. V. Der Verein wurde am 25. Juli 1951 gegründet.